# Guaimaca
Guaimaca é uma cidade de Honduras localizada no departamento de Francisco Morazán.